# Naissance en 900
Naissance
- 896
- 897
- 898
- 899
- 900
- 901
- 902
- 903
- 904

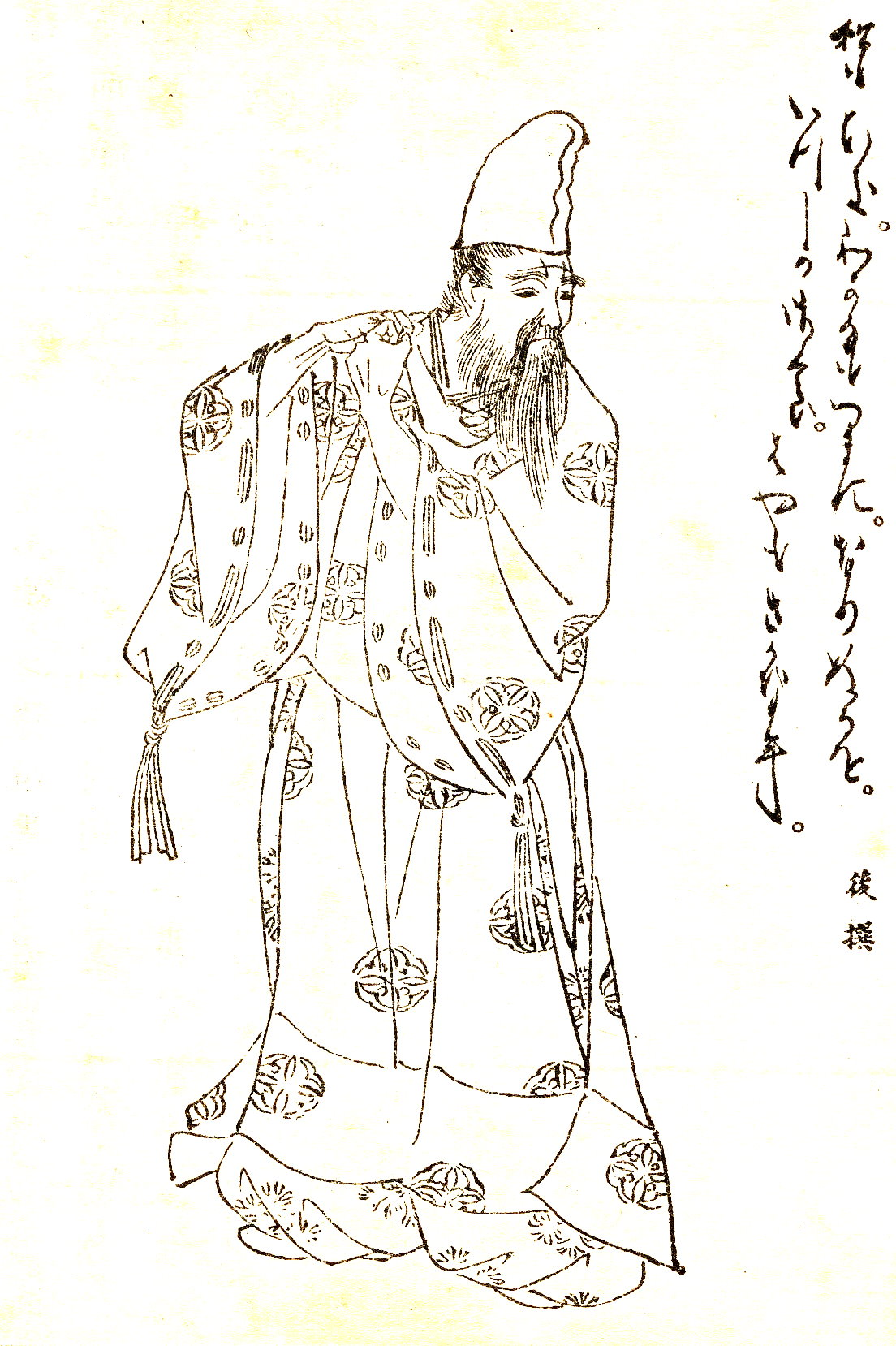
Fujiwara no Saneyori né en 900.

Cette page dresse une liste de personnalités nées au cours de  l'année 900 :
- Fujiwara no Saneyori, membre du clan Fujiwara ainsi que l'un des régents Fujiwara.
- Abū Ja'far al-Khāzin, astronome et mathématicien perse.

date incertaine (vers 900)
- Adaldag (en), archevêque de Brême.
- Bérenger II, ou Bérenger d'Ivrée, roi d'Italie.
- Berthold de Bavière, duc de Bavière.
- Cathróe de Metz, moine puis abbé au monastère Saint-Félix de Metz en Lorraine.
- Huang Quan, peintre chinois spécialiste de peinture animalière.
- Hugues Ier du Maine, comte du Maine.
- Ramire II de León, roi de León.

## Crédit d'auteurs
- Cet article est partiellement ou en totalité issu de l'article intitulé « 900 » (voir la liste des auteurs).